# Éva Ancsel
Éva Ancsel (n. 23 mai 1927, Budapesta-d. 1 mai 1993, Budapesta) a fost o scriitoare, poetă și filozoafă maghiară.